# Lewes FC (női csapat)
A Lewes Football Club Women labdarúgó csapatát 2002-ben hozták létre. Az angol női másodosztályú bajnokság, a Championship tagja.

## Klubtörténet
A klubot 2002-ben egy rajongói és közösségi elképzelés eredményeképpen a Lewes FC női szakosztályaként hozták létre. A kezdetekben regionális ligákban szerepelt, majd 2012-ben megnyerte a negyedosztály küzdelmeit.
2017-ben az Equality FC kezdeményezése keretében a Lewes az első labdarúgóklub lett, amely egyenlő fizetést nyújtott férfi- és női játékosainak egyaránt.

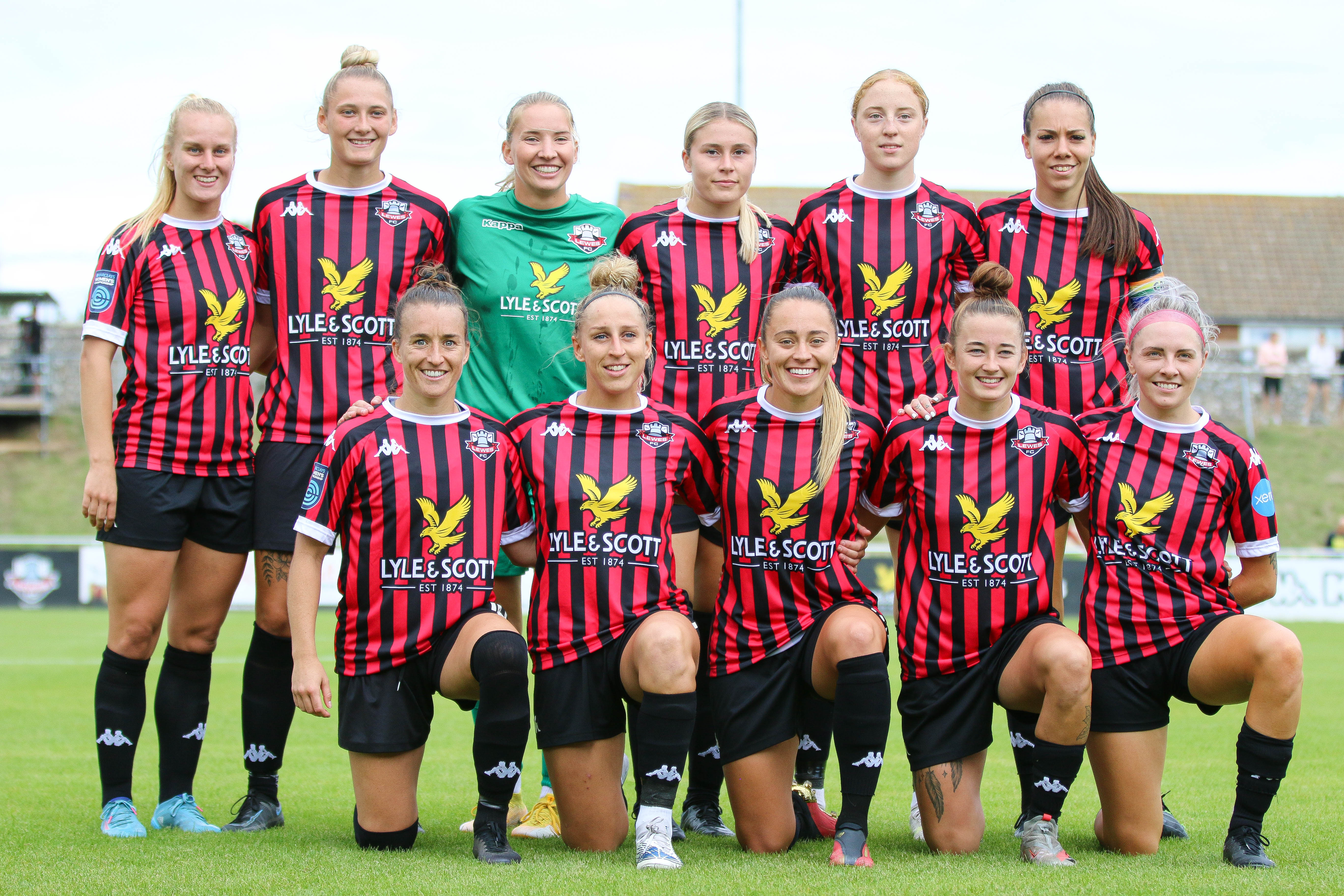
A csapat a Southampton elleni bajnoki mérkőzésen 2022. augusztus 28-án

## Játékoskeret
2023. február 1-től
| #  |     | Poszt | Név                                    |
| -- | --- | ----- | -------------------------------------- |
| 1  | ENG | K     | Sophie Whitehouse                      |
| 26 | CAN | K     | Emily Moore                            |
| 31 | ENG | K     | Laura Hartley                          |
| 32 | ENG | K     | Frankie Angel                          |
| 2  | NIR | V     | Ellie Mason                            |
| 3  | WAL | V     | Rhian Cleverly                         |
| 6  | ENG | V     | Ellie Hack                             |
| 7  | ENG | V     | Natalie Johnson                        |
| 12 | GIB | V     | Charlyann Pizzarello                   |
| 18 | NIR | V     | Rebecca McKenna                        |
|    | SCO | V     | Kenzie Weir (kölcsönben az Evertontól) |
| 4  | ENG | KP    | Amelia Hazard                          |
| 8  | ENG | KP    | Grace Palmer                           |

| #  |     | Poszt | Név                                          |
| -- | --- | ----- | -------------------------------------------- |
| 10 | ENG | KP    | Amber-Keegan Stobbs                          |
| 15 | USA | KP    | Jamie Rita                                   |
| 17 | WAL | KP    | Zoe Smith                                    |
| 19 | ENG | KP    | Lauren Heria                                 |
| 20 | AUS | KP    | Libby Copus-Brown                            |
| 22 | WAL | KP    | Josie Longhurst                              |
| 23 | AUS | KP    | Isobel Dalton                                |
|    | ENG | KP    | Charlotte Wardlaw (kölcsönben a Chelsea-től) |
| 9  | IRL | CS    | Emily Kraft                                  |
| 11 | ENG | CS    | Emma Thompson (kölcsönben a Chelsea-től)     |
| 14 | ENG | KP    | Paula Howells                                |
| 21 | ENG | CS    | Valentine Pursey                             |

## Korábbi híres játékosok
| - Lucy Ashworth-Clifford - Freda Ayisi - Kallie Balfour - Charley Boswell - Emily Donovan - Simran Jhamat - Caitlin Hayes - Jessica King - Danielle Lane - Heidi Logan - Lara Miller - Ellie Noble - Sophie O'Rourke - Lucy Porter | - Georgia Robert - Mollie Rouse - Tatiana Saunders - Georgia Timms - Filippa Szavvá - Megan Mackey - Sophie Perry-Campbell - Shanell Salgado - Ini-Abasi Umotong - Zoe Ness - Nicola Cousins - Ellie Leek - Samantha Quayle - Katie Rood |